# جوردون رسل سوليفان
جوردون رسل سوليفان (بالإنجليزية: Gordon R. Sullivan)‏ (25 سبتمبر 1937 - 02 يناير 2024) هو جنرال أمريكي خدم في القوات المسلحة الأمريكية، وشغل رئاسة أركان الجيش المذكور، كما كان عضوا في هيئة الأركان المشتركة.